# Canthon deloyai
Canthon deloyai är en skalbaggsart som beskrevs av Rivera-cervantes och Halffter 1999. Canthon deloyai ingår i släktet Canthon och familjen bladhorningar. Inga underarter finns listade.